# Pavlína Kourková

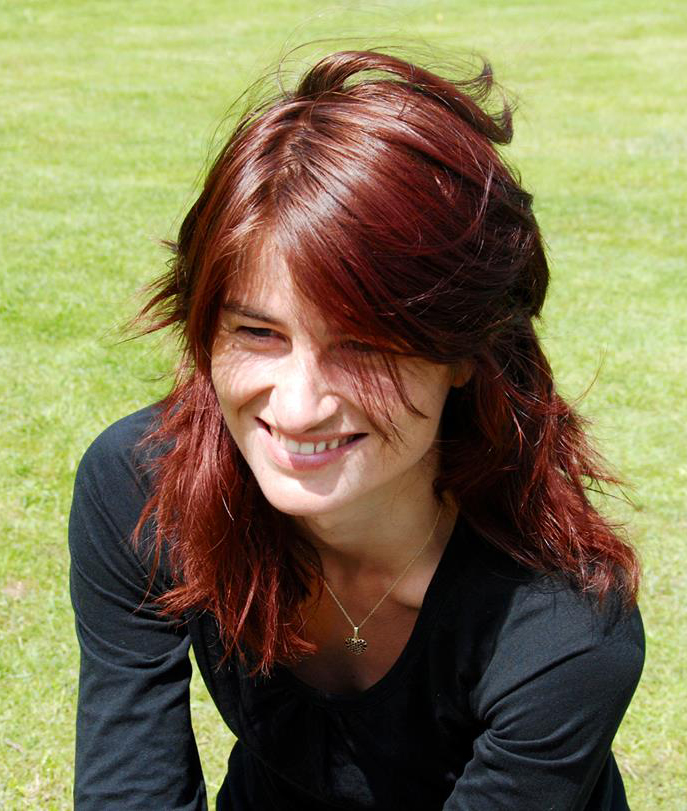
Pavlína Kourková (2019)

Pavlína Kourková (* 14. Oktober 1980 in Jihlava) ist eine tschechische Landschaftsarchitektin, die als Malerin und Illustratorin der Botanischen Kunst bekannt ist.

## Leben
Kourková studierte Garten- und Landschaftsarchitektur an der Fakultät für Agrobiologie, Ernährung und natürliche Ressourcen der Tschechischen Agraruniversität in Prag und den Niederlanden an der Universität Wageningen sowie Biologie und gesunde Lebensweise an der Fakultät für Erziehungswissenschaften der Karls-Universität in Prag. Nach ihrem Abschluss arbeitete sie zwei Jahre als Landschaftsarchitektin in England, Canterbury und Oxford und nach ihrer Rückkehr auch in der Tschechischen Republik.
2007 begleitete sie eine wissenschaftliche Expedition als Illustratorin und Fotografin in die Westsahara und illustrierte Heilpflanzen der Saharaui. Seit 2011 widmet sie sich der Kunst, insbesondere der botanischen Kunst, unter anderem nahm sie auch viele Auftragsarbeiten an, die hauptsächlich mit Kräuterprodukten zu tun haben.
Sie ist Mitglied der American Society of Botanical Artists (ASBA) und der Society of Botanical Artists (SBA) in England und Wales. 2018 wurde sie von der Russischen Gesellschaft für Botanische Künstler (SABA) zu einer internationalen Ausstellung botanischer Kunst in Moskau eingeladen, wo sie auch eine Meisterklasse leitete. 2019 wurde ihre Arbeit für eine Podiumspräsentation zu „Beyond Accuracy: Creating Art“ auf der ASBA Botanical Art Conference in Pittsburgh (Pennsylvania, Vereinigte Staaten) ausgewählt. Bei einer internationalen Ausstellung für botanische Kunst im südkoreanischen Seoul im Jahr 2019 wurde ihre Arbeit mit einer ehrenvollen Erwähnung ausgezeichnet.

## Ausstellungen
(Auswahl)
- 2018: „Pflanzen. Mythen und Legenden“, Na Kashirke Art Gallery, Moskau
- 2019: „Plantae“,[7] Mall Galleries, London
- 2019: Internationale Botanische Kunstausstellung, KEPCO Art Center Gallery, Südkorea

## Werke (als Illustratorin)
(Auswahl)
- Gabriele Volpato, Pavlina Kourkova: Plantas Medicinales Saharaui. 2008.
- Martina Rašková, Zuzana Slováková, Slováková, Zuzana: Terezka s vílou Fialkou putuje pohádkovou říší čtyř královen. Modrý slon, Opava 2014, ISBN 80-86750-00-0.
- Marie Adamovská, Pavlína Kourková: O duhových vílách a kometě NE, aneb, Jak se zloníci dostali na planetu Zemi. 1.  Auflage. Rotag, Prag 2014, ISBN 978-80-87126-12-7.